# Bernard Trémillon
Bernard Trémillon (Béon, 1 de julio de 1930-Issy-les-Moulineaux, 9 de abril de 2023) fue un ingeniero químico francés especialista en el campo de la electroquímica y la química en disoluciones. Fue profesor e investigador en la Universidad Pierre y Marie Curie, además de director de la École nationale supérieure de chimie de Paris (abril de 1992-octubre de 1996).

## Biografía

### Formación
Bernard Louis Trémillon nació en Béon (Yonne) el primero de julio de 1930. Becado por el gobierno, efectuó sus estudios medios superiores en el liceo Louis Davier de Joigny de 1942 a 1949. Después de la selectividad, continuó sus estudios en clases preparatorias en el liceo Chaptal a París. En 1950 fue admitido en la Escuela superior de física y de química industriales de la ciudad de París (ESPCI) donde obtuvo el grado major en la generación 69 en 1954.
Simultáneamente, obtuvo en 1953 la licenciatura en ciencias físicas por la Facultad de las Ciencias de París y en 1954 un diploma de estudios superiores. Después de dos años y medio de servicio militar, regresó en 1957 al ESPCI como subjefe de trabajos en el servicio de química analítica, dirigido por el profesor Gaston Charlot, bajo cuya dirección preparó su tesis de doctor en ciencias, que presentó en la Sorbona en noviembre de 1959

### Enseñanza
En octubre de 1957, fue encomendado por Gaston Charlot para dirigir la especialización de 4° año en química analítica del ESPCI — análogo a aquellos que se estudian después de los Diplomas de Estudios Avanzados, comprendiendo una parte de enseñanza de maestría y la preparación en laboratorio de un documento de investigación de fin de estudios — donde tuvo la oportunidad de dar su primer curso magistral y de dirigir simultáneamente entre 4 y 8 tesis de investigación de tipo DEA.
Nombrado maestro asistente en la Facultad de las ciencias de París en octubre de 1960, ayudó a Gaston Charlot en la enseñanza de la química analítica recién incorporada (1958) bajo la forma de licenciatura, y quedó a cargo de crear los trabajos prácticos y dirigir la licenciatura. Quedó a cargo del curso de química del primer ciclo de los estudios médicos (PCEM) durante el ciclo 1964-65 y se convirtió en Maître de conférences -profesor de 2º según la denominación actual – en octubre de 1965 y enseñó durante dos años la química del primer ciclo de físicoquímica, antes de compartir con Gaston Charlot (a partir de 1966) las enseñanzas magistrales de la licenciatura de química analítica.